# Thimonville
Thimonville é uma comuna francesa na região administrativa de Grande Leste, no departamento de Mosela. Estende-se por uma área de 7,4 km². Em 2010 a comuna tinha 155 habitantes (densidade: 20,9 hab./km²).